# 22-ро средно училище „Георги С. Раковски“
22 средно езиково училище „Георги Стойков Раковски“ се намира в град София, България.
То е основано през 1903 година като Втора софийска мъжка гимназия, а от 1929 до 1945 година се нарича Втора софийска мъжка гимназия Борис III. Първоначално занятията се водят в 2 отделни сгради, днешната сграда на училището е завършена през 1940 година. На 21 март 1945 година по решение на учителския съвет гимназията приема името на големия български революционер и родолюбец Георги Стойков Раковски.

## История
Гимназията е сред най-старите училища в София. Основана е като Втора софийска мъжка гимназия под патронажа на царица Йоанна и цар Борис III през 1903 година. В нея са учили много талантливи българи. Образователната традиция на Втора мъжка гимназия е свързана и със Софийския университет, с именити учени като проф. Иван Шишманов, Боян Пенев, Цветан Радославов, Михаил Арнаудов, Добри Христов, Андрей Цветков, Андрей Протич, Любомир Андрейчин, Константин Гълъбов, Драгия Тумангелов, Емануил Попдимитров, Стилиян Чилингиров, Александър Милев, Панчо Павлов.
В оценките си за училището бившите му възпитаници са единодушни – наричат го „Знаменитата гимназия“, „Славната гимназия“, „Малък университет“, „Магнаурската школа“. Там са учили велики българи: най-големият бас на последните десетилетия Борис Христов, прочутият Рафаел Арие, тенорът Димитър Узунов, проф. Боян Лечев, композиторът Марин Големинов, хоровият диригент Константин Зидаров. През Втора мъжка гимназия и 22-ро училище са минали учени като акад. Кирил Братанов, акад. Георги Цанев, акад. Ярослав Тагамлицки, проф. Александър Фол, проф. Димитър Овчаров; проф. арх. Евлоги Цветков, доц. Пенчо Богданов, проф. Борис Стефанов, художникът Стоян Дуков, политически лидери като д-р Петър Дертлиев и Анастасия Мозер; много видни учители, юристи, архитекти, инженери, актьори, спортисти, незабравимият пилот Димитър Списаревски, национален герой от Втората световна война.
Сред известните възпитаници на 22-ра гимназия от по-ново време са певците Емил Димитров и Бисер Киров, осъденият за корупция офицер от Държавна сигурност Емил Александров, депутатът от XXXVI народно събрание Маргарит Мицев, шоуменът Венцислав Мартинов, популярният спортен журналист Николай Александров (р. 1973), юристът и политик Людмила Елкова (р. 1973).
Пръв директор е педагога Владимир Дякович. От 12 февруари 1929 г. гимназията носи името на цар Борис III, който е неин патрон. Сред директорите на гимназията е писателят Димитър Ангелов.

## Съвременно състояние
Училището се помещава в сграда на бул. „Витоша“ №134 (на ъгъла с бул. „Пенчо Славейков“). В гимназията преподават висококвалифицирани педагози – базови учители към СУ „Св. Кл. Охридски“ и НСА; много от тях са и автори на учебници. Техни колеги в чуждоезиковия профил са учители от Кралство Испания. Училището разполага с богата материална база – компютърни кабинети и терминали за обучение в мрежа по български език и литература, технически оборудвани кабинети за чуждоезиково обучение, мултимедийни зали, лаборатории по биология, физика, химия, физкултурни салони и плувен басейн. Има медицински и стоматологичен кабинет. От 3 години в школото работи Център за кариерно развитие и консултиране и Център за психологическа подкрепа и работа с ученици, родители и учители, като целта е двата центъра да бъдат обединени в Асоциация за развитие на училищната общност Discimus 22.
В началния курс се предлага езиково обучение по английски, руски и испански език, както и възможности за включване в полуинтернатни групи. В прогимназиалния курс се полагат основите за развитието на профилите в следващата образователна степен – изучават се английски, испански, немски и руски език. В гимназиалния курс обучението протича в следните профили – чуждоезиков и хуманитарен с прием след завършен 7 клас (с първи профилиращи предмети испански и английски език) и природоматематически профили след завършен 8 клас.
Учениците от гимназията участват в международни проекти с партньори от Италия, Гърция, Германия, Испания. Те издават вестник, имат училищно „Радио 22“; в училището действат екоклуб, литературен клуб „Езотерик“, здравен клуб, спортно-туристически клуб „Раковски“, театрална студия, Ученическа академия по археология и екология; учениците танцуват в групи за народни и модерни танци, имат и свой мажоретен състав. Училището се слави и с Ученическия си парламент, създаден през 1996 г., Интеракт клуба и уникална за Средното образование практика, при която номинирани от Ученическия парламент ученици получават с решение на Педагогическия съвет на 22. СОУ стипендия, за да работят като доброволци по поддържането на електронна инвентарна книга, инвентаризирането на стари и нови библиотечни единици и обслужването на съученици в библиотеката.